# Seznam demonstrací na Václavském náměstí
Václavské náměstí v Praze je tradičním místem pro demonstrace na národní úrovni. Toto je neúplný seznam demonstrací, které se na náměstí konaly. Čísla počtů účastníků bývají ze strany organizátorů často značně nadsazována.

## 1999
| Datum       | Název               | Organizátor         | Počet účastníků | Vystoupili | Fotografie |
| ----------- | ------------------- | ------------------- | --------------- | ---------- | ---------- |
| 3. 12. 1999 | Děkujeme, odejděte! | Děkujeme, odejděte! | 24 tisíc        |            |            |

## 2001
| 5. 1. 2001  | Česká televize – věc veřejná | Česká televize – věc veřejná | 51 tisíc |
| 11. 1. 2001 | Česká televize – věc veřejná | Česká televize – věc veřejná | 21 tisíc |

## 2007
| Datum       | Název              | Organizátor | Počet účastníků |
| ----------- | ------------------ | ----------- | --------------- |
| 23. 6. 2007 | Zastavme škrtformu | odboráři    | 30 tisíc        |

## 2008
| Datum      | Název     | Organizátor  | Počet účastníků |
| ---------- | --------- | ------------ | --------------- |
| 5. 5. 2008 | Ne radaru | Ne základnám | stovky          |

## 2010
| Datum       | Počet účastníků |
| ----------- | --------------- |
| 17. 11 2010 | tisíce          |

## 2012
| Datum       | Název                                    | Organizátor | Počet účastníků | Vystoupili | Fotografie |
| ----------- | ---------------------------------------- | ----------- | --------------- | ---------- | ---------- |
| 21. 4. 2012 | Demonstrace za odstoupení Nečasovy vlády | odbory      | 70-80 tisíc     |            |            |

## 2014
| Datum      | Název                  | Organizátor | Počet účastníků |
| ---------- | ---------------------- | ----------- | --------------- |
| 8. 3. 2014 | Za vaši a naši svobodu |             | stovky          |

## 2019
| Datum      | Název                          | Organizátor                   | Počet účastníků | Vystoupili | Fotografie                                                                            |
| ---------- | ------------------------------ | ----------------------------- | --------------- | ---------- | ------------------------------------------------------------------------------------- |
| 4. 6. 2019 | Máme toho dost! Chceme demisi! | Milion chvilek pro demokracii | 80 tisíc        |            | Kategorie „Demonstrace za nezávislou justici, Prague 2019-06-04“ na Wikimedia Commons |

## 2022
| Datum      | Název                        | Organizátor                   | Počet účastníků          | Vystoupili | Fotografie |
| ---------- | ---------------------------- | ----------------------------- | ------------------------ | --- | ---------- |
| 3.9.2022   | Česká republika na 1. místě! | Česká republika na 1. místě   | 70 000                   | Zuzana Majerová Zahradníková, Lubomír Volný, Miroslav Havrda, Josef Skála, Petra Rédová Fajmonová                                                |            |
| 28.09.2022 | Proti vládě                  | Česká republika na 1. místě   | 15 - 20 tisíc            | |            |
| 8.10.2022  | Proti chudobě                | ČMKOS                         | 2-3 tisíce               | Josef Středula, Václav Krása, Dagmar Žitníková, Roman Ďurčo                                                                                      |            |
| 28.10.2022 | Proti vládě                  | Česká republika na 1. místě   | 15 tisíc lidí            | Jiří Paroubek, Lubomír Volný, Hynek Blaško, Ladislav Vrabel, Ivan Vyskočil, Kateřina Konečná, Josef Skála                                        |            |
| 30.10.2022 | Proti strachu a nenávisti    | Milion chvilek pro demokracii | nižší desítky tisíc lidí | Mikuláš Minář, Benjamin Roll, Václav Marhoul, Helena Třeštíková, Tomáš Sedláček, Adam Mišík videovzkazy: Olena Zelenská, Jiří Suchý, Šimon Pánek |            |

## 2023
| Datum     | Název             | Organizátor                                  | Počet účastníků             | Vystoupili | Fotografie |
| --------- | ----------------- | -------------------------------------------- | --------------------------- | --- | ---------- |
| 21.1.2023 |                   | Ladislav Vrabel, Česká republika na 1. místě | několik set                 | Ladislav Vrabel, Jiří Paroubek, Kateřina Konečná, Josef Skála                                                                                      |            |
| 11.3.2023 | Česko proti bídě  | Jindřich Rajchl                              | tisíce                      | Jindřich Rajchl, Ondřej Dostál, Bohumír Dufek, Jana Zwyrtek Hamplová, Tomáš Nielsen, Petr Zuska, Igor Chaun, Alena Dernerová                       |            |
| 16.4.2023 | Česko proti bídě  | Jindřich Rajchl                              | tisíce                      | Jindřich Rajchl, Jaroslav Foldyna, Bohumír Dufek, Petr Zuska, Ondřej Dostál videovzkazy: Jana Zwyrtek Hamplová po demonstraci pochod k úřadu vlády |            |
| 6.5.2023  |                   | Ladislav Vrabel                              | několik set                 | Jiří Paroubek, Jan Kavan, Josef Skála, Lubomír Volný                                                                                               |            |
| 16.9.2023 | Česko proti vládě | Jindřich Rajchl                              | vyšší tisíce až deset tisíc | Jindřich Rajchl |            |